# William Harvey

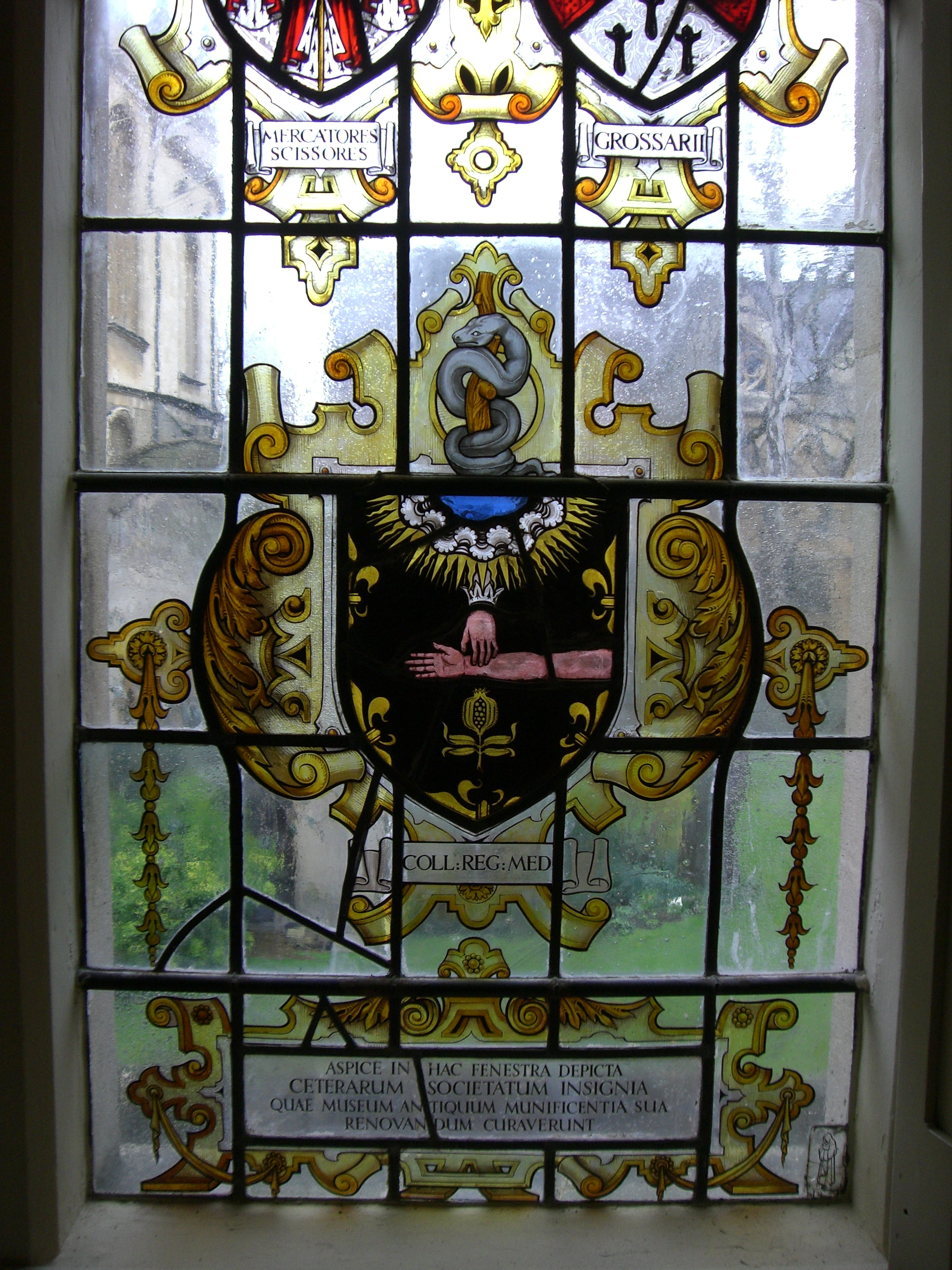
A Royal College of Physicians címere

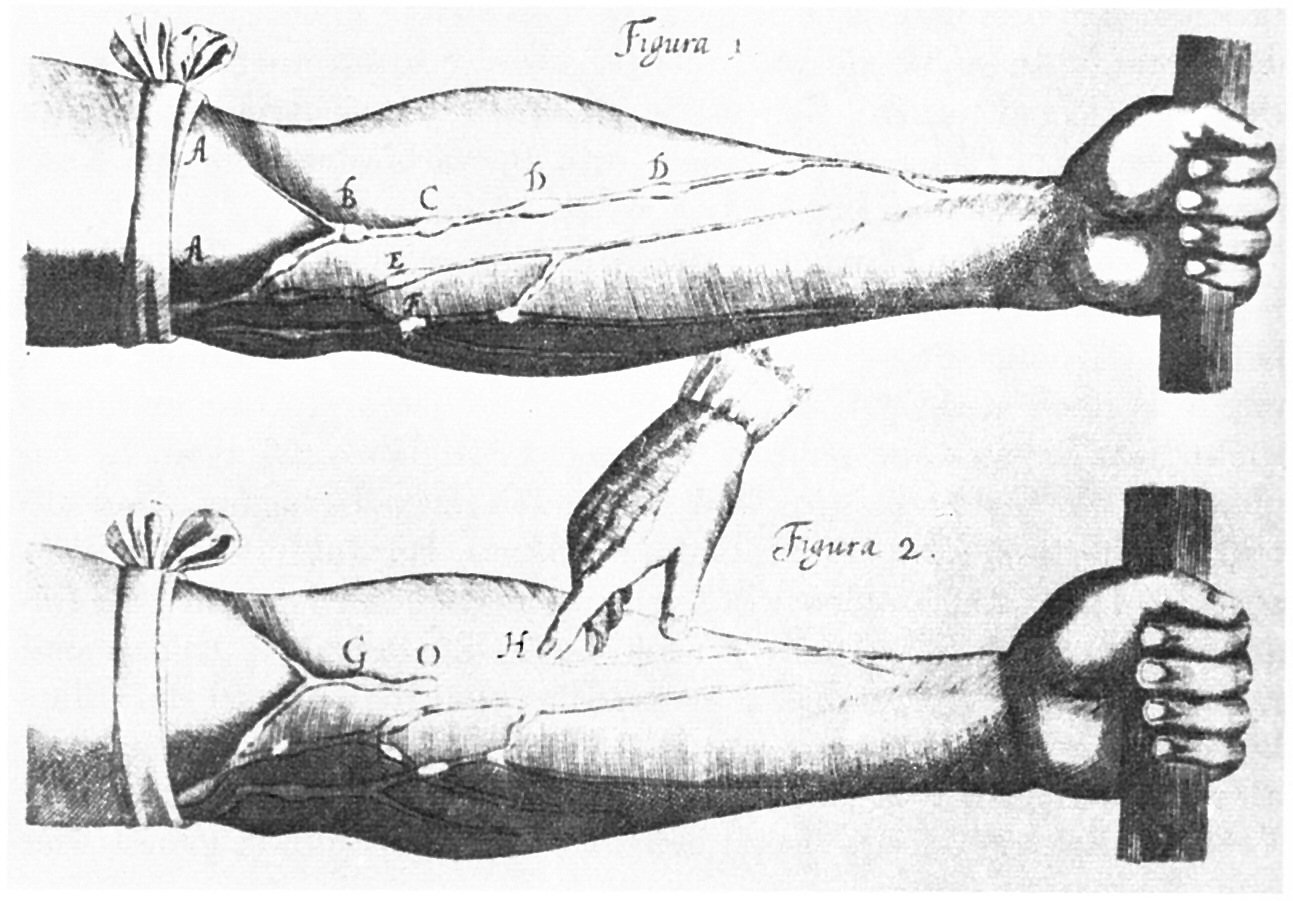
Harvey véna ábrázolása az Exercitatio Anatomica de Motu Cordis et Sanguinis in Animalibus című könyvéből

William Harvey (Folkestone, Kent 1578. április 1. – Hampstead, 1657. június 3.) angol orvos, sebész, anatómiatanár. Az anatómia és az élettan tudományának megalapozója. Tudományos munkáinak egy része angol forradalom során elpusztult, de 1616-tól készített egyetemi jegyzetei megmaradtak.
Legfontosabb érdeme, hogy elsőként írta le pontosan és részletesen a vérkeringés rendszerét, megállapítva a szív vérkeringésben betöltött szerepét. Ezzel voltaképpen továbbfejlesztette a spanyol orvos, Szervét Mihály gondolatait, valamint a René Descartes befejezetlen írásában, Az emberi test leírásában (La desctription du corps humain) foglaltakat, mely szerint a vénák és az artériák tápanyagot szállító csövek az emberi testben. Sokak szerint egyébként Szervét és Descartes eredményei csupán a korai arab orvostudomány, különösen ibn Nafisz munkájának újra felfedezése és kiterjesztése, aki már a 13. században kidolgozta az artériák és a vénák működésének elveit.

## Életrajza
William Harvey az angliai Folkestone-ban (Kent grófságban) született egy jómódú középbirtokos család gyermekeként. Tanulmányait az alábbi iskolákban végezte: The King's School, Canterbury és Caius College, Cambridge ahol 1597-ben baccalaureusként végzett, majd 1602-ig Hieronymus Fabriciusnál tanult a padovai egyetemen. Miután visszatért Angliába, feleségül vette Elisabeth Brownt, I. Erzsébet királynő udvari orvosának lányát. 1609-ben a londoni Szent Bertalan kórház orvosa lett (1643-ig), 1615-től a Royal College of Physicians professzora, majd 1627-ben egyik elnöke, 1628-ban az egyesület pénztárosa, 1618-1647 között a királyi család – I. Jakab (1618-1625), majd I. Károly (1625-1647) – udvari orvosa. 1629-ben I. Károly utasítására csatlakozott Lennox hercegéhez, elkísérve őt európai utazásaira. Az angol polgári forradalomban követte Károlyt Oxfordba, ahol a Merton College rektorának nevezték ki, és ott tartózkodott a város elestéig, 1643-ig. 1654-ben a Royal College of Physicians elnökévé választották, de a felkérést az egészségére való tekintettel kénytelen volt elutasítani. 1657-ben agyvérzésben hunyt el.

## Az új vérkeringési modell, a nagy vérkör felfedezése
Harvey 1616-ban tette közzé a vérkeringést illető felfedezését, erről szóló munkáját pedig 1628-ban jelentette meg Exercitatio Anatomica de Motu Cordis et Sanguinis in Animalibus (Anatómiai értekezés a szív és a vér mozgásáról az élőlényekben) címmel. Munkájában a tudományos módszertan alapján bizonyította, hogy a szív pumpálja a folyamatos körforgásban lévő vért a testben,  és mint ilyen, zárt rendszert alkot. Úttörő felfedezését olyan korábbi felismerésekre alapozhatta, mint például a véna- és szívbillentyűk leírása és a tüdőn átmenő kisvérkör magyarázata. Egyszerű és bárki által megismételhető tapasztalással (a felületi vénák elszorításakor jelentkező perifériás pangással, a testben lévő vérmennyiség kiszámításával, a szívdobbanás és a pulzuslökés egyidejűségével, a vénabillentyűk visszafolyást akadályozó szerepével) leírta a kisvérkört, a nagyvérkört, a teljes keringést, amire addig senki nem gondolt. Csak az artériák és vénák közötti pontos átmenetet nem tudta igazolni, mivel nem használt mikroszkópot. Azzal a kérdéssel sem foglalkozott, miért kering a vér, pusztán a mechanizmust fejtette meg.
Eredményei ellentmondtak a Galénosz által kidolgozott és széles körben elfogadott elméletnek, aki különbséget tett vénás (sötétvörös), és a  vénásnál világosabb és hígabb artériás vér között, melyeknek eltérő funkciót tulajdonított. A vénás vér elképzelése szerint a májból ered, az artériás pedig a szívből, s e két szervből jut el a test minden részébe. Ibn Nafisz eredményeit pontosan Galénosz elmélete miatt nem vették sokáig figyelembe. Harvey korrigálta Galénosz tévedését. Egyszerű számítással (a bal szívkamra megbecsült térfogatának és a szívverések napi számának szorzásával) bebizonyította, hogy az átfolyó vér mennyiségét lehetetlen folyamatosan a májból pótolni, tehát vissza kell jutnia a vérkeringésbe. A vért a szív az összehúzódáskor nem valami szívóburaként szívja fel, ahogy Andreas Vesalius flamand orvos és anatómus feltételezte, hanem az artériákon keresztül lökődik a perifériákra. A pulzus a szív eme működésének az eredménye. A bal szívkamra a vért a testi ütőérbe (aorta)  nyomja, a jobb pedig a tüdőbe. A vér a jobb kamrából a tüdőn át folyik a bal kamrába (kisvérkör). Harvey megállapította, hogy a szív válaszfalán nincsenek olyan pórusok, melyeken keresztül a vér (illetve a „pneuma”) átjuthatna. A tüdőből érkező vér ily módon a bal kamrából az aortán át lökődik a test szerveinek artériáiba és onnan a perifériákra, majd végül a vénákon keresztül tér vissza a jobb szívkamrába.

## Embriológia
Harvey pályája későbbi szakaszában embriológiai kutatásokat is folytatott. Erről szóló munkája az 1651-ben megjelent De Generatione (A nemzésről). Támogatta az arisztotelészi elméletet, miszerint az embrió fokozatosan alakul ki, és a korai stádiumban nem rendelkezik a kifejlett egyed jellemzőivel. Ezt tyúktojásokon és szarvason végzett kísérletei alapján bizonyította. Feltételezte egy emlőstojás létét is, amire alapozva felállította elméletét, mely szerint minden élet a tojásból fejlődik ki,  és őzek tucatjait boncolta fel a Hampton Court-i királyi vadászparkban, abban a hiábavaló reményben, hogy sikerül találnia egyet. Bár nem vetette el egészen az „ősnemzés” elképzelését sem, és azon a véleményen volt, hogy az egész emberi szervezet előképe már megtalálható a tojásban és a magban (későbbi nevén a pete-, illetve ondósejtben). Ezzel utat mutatott a modern epigenetikus felfogásnak, ami majd Kaspar Friedrich Wolff munkái nyomán jut érvényre.

## Harvey munkájának kritikája
Harvey elképzeléseit végül még élete során elfogadták, noha a De Motu Cordis megjelenése után számos betegét elvesztette. Munkáját támadás érte először 1630-ban, saját tanítványa, James Primrose, majd Jean Riolan, párizsi anatómus részéről, aki Opuscula Anatomica (1649) című, tanulmánynak álcázott vitairatában vonta kétségbe Harvey eredményeit. Harvey Exercitatio anatomica de circulatio sanguinis (Esszé a vérkeringés anatómiájáról, 1649) című művében védi meg állításait, melyben azt állítja, hogy Riolan álláspontja ellentmond a tapasztalati bizonyítékoknak. Harvey orvosi tekintélye a támadás ellenére sem rendült meg, elméletét neves természetkutatók támogatták. Főképp a németalföldi Jan de Walle bizonyította állatkísérleteivel hathatósan a vérkeringést. A tüdőkapillárisok mikroszkópikus úton való kimutatásával Marcello Malpighi később kimutatta Harvey elképzeléseinek helyességét, noha ő maga nem tudta elkülöníteni a hajszálerek hálózatát, így csak elméletben tudta leírni azt a folyamatot, melynek során a vér az artériákból a vénákba jut.
Harvey felfedezésének azonban kevés hatása volt a korabeli általános orvosi gyakorlatra. Az érvágás, mely Galénosz helytelen elképzeléséből származott, továbbra is népszerű gyakorlat maradt, még azután is, hogy Harvey elképzeléseit a XVII. század vége fele teljesen elfogadták. Munkája másokat viszont arra sarkallt, hogy megvizsgálják a kutatásai által felvetett kérdéseket, és felélesszék a Nafisz, ibn Szina és Rhazesz által képviselt arab orvostudomány hagyományait.
Harvey felfedezése, a vérkeringésről ösztönzőleg hatott a közgazdaságtudományra is, mondhatni alapötletül szolgált a fiziokrata François Quesnay számára.

## Idézetek
A civilizáció egyszerűen győzelmek sora a természet felett.